# Sericomyrmex luederwaldti
Sericomyrmex luederwaldti är en myrart som beskrevs av Santschi 1925. Sericomyrmex luederwaldti ingår i släktet Sericomyrmex och familjen myror. Inga underarter finns listade i Catalogue of Life.